# Mohamed Nagy
Mohamed Nagy - em árabe ‏محمد ناجي‎ , mais conhecido como Geddo (Damanhur, 30 de outubro de 1984), é um futebolista egípcio que atua como meia-atacante do Al-Ahly.

## Carreira
Geddo representou o elenco da Seleção Egípcia de Futebol no Campeonato Africano das Nações de 2010.

## Títulos
Seleção Egípcia
- Campeonato Africano das Nações: 2010